# Thérèse de Saxe-Altenbourg (1823-1915)
Pour les articles homonymes, voir Thérèse de Saxe-Altenbourg (homonymie).
Henriette Frédérique Thérèse Élisabeth de Saxe-Altenbourg (née à Hildburghausen, le 9 octobre 1823 et morte à Altenbourg, le 3 avril 1915) est une princesse de Saxe-Altenbourg.
Célibataire, elle exerce un rôle de mécène auprès de la famille du philosophe Friedrich Nietzsche, dont le père l'avait instruite. Elle est également à l'origine de la rénovation du château de Fröhliche Wiederkunft où elle réside.

## Biographie

### Famille

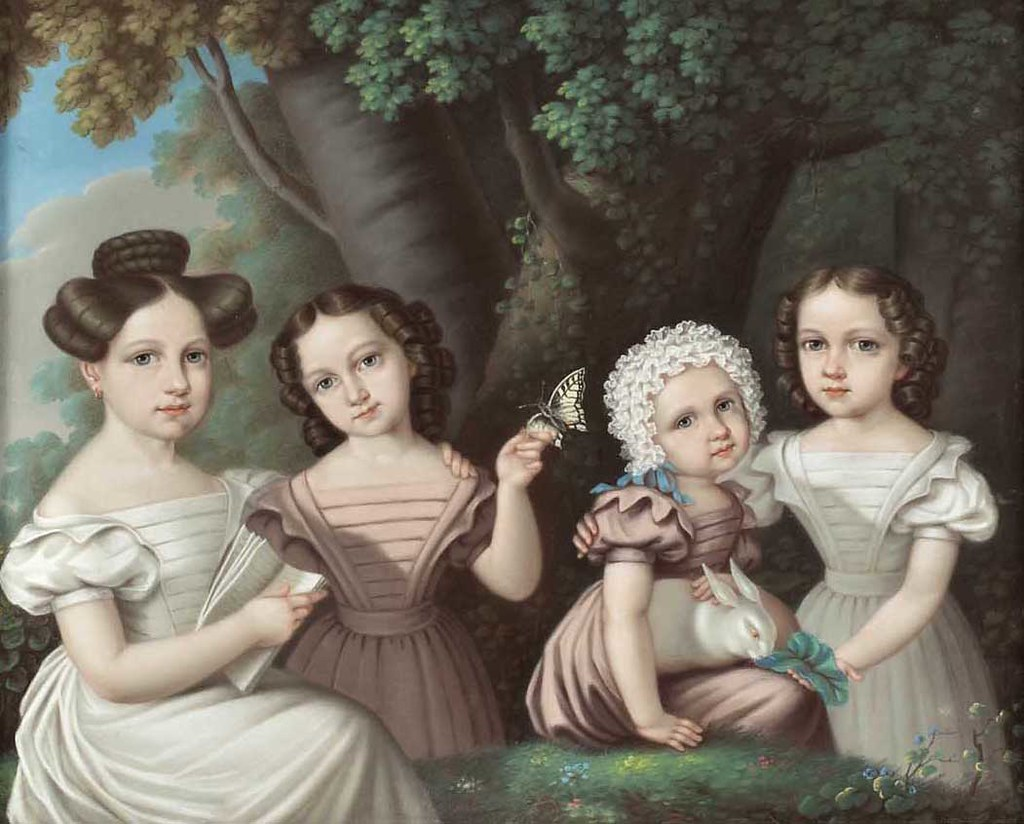
Thérèse de Saxe-Altenbourg et ses trois sœurs vers 1832.

Thérèse est la seconde des quatre filles survivantes du duc Joseph de Saxe-Altenbourg (1789–1868) et de la duchesse Amélie de Wurtemberg (1799–1848), fille du duc Louis-Frédéric de Wurtemberg. Elle naît à Hildburghausen le 9 octobre 1823. 
Ses parrains et marraine sont : son grand-père maternel Louis-Frédéric, le prince Alexandre de Wurtemberg et la princesse Élisabeth-Alexandrine de Wurtemberg, ses oncle et tante maternels.

### Éducation
Thérèse est éduquée, avec ses sœurs, Élisabeth et Alexandra, par Carl Ludwig Nietzsche (1813-1849), père du célèbre philosophe Friedrich Nietzsche. Par la suite, Thérèse aidera financièrement Friedrich Nietzsche et sa famille

### Mariage potentiel
Thérèse de Saxe-Altenbourg, bien que décrite comme la plus attirante des quatre sœurs, ne s'est jamais mariée. Parmi ceux qui l'ont demandée en mariage, figurait, entre autres, l'empereur des Français Napoléon III. Elle a d'abord été attristée par la maladie grave de sa mère morte en 1848, puis a soigné son père jusqu'à sa mort survenue en 1868.

### Maison
Elle dispose de sa propre maison incluant (en 1855) : deux dames d'honneur (Marianne von Budberg et la baronne Hans Grimm von Grimmenstein), une femme de chambre (Charlotte Bieringer), une garde-robière (Emilie Baronius), un valet de chambre (Johann Christian Brüssow) et un laquais (Michael Gerth).

### Dernières années
Thérèse a vécu jusqu'à sa mort dans le château d'été connu sous le nom de château de Fröhliche Wiederkunft, qu'elle a maintenu en bon état, à tel point que plus tard, le château a acquis une nouvelle importance pour la cour d'Altenbourg. En 1894, l'empereur allemand Guillaume II y est invité, lors d'un voyage de chasse.
Thérèse de Saxe-Altenbourg meurt à Altenbourg, le 3 avril 1915, à l'âge de 91 ans.

## Honneurs
- Dame d'honneur de l'ordre de Thérèse (Royaume de Bavière) ;
- Titulaire de l'insigne pour les princesses de l'ordre de la Maison ernestine de Saxe.

## Titulature
- 9 octobre 1823 — 12 novembre 1826 : Son Altesse Sérénissime la princesse Thérèse de Saxe-Hildburghausen ;
- 12 novembre 1826 — 3 avril 1844 : Son Altesse Sérénissime la princesse Thérèse de Saxe-Altenbourg ;
- 3 avril 1844 — 3 avril 1915 : Son Altesse la princesse Thérèse de Saxe-Altenbourg.

## Ascendance
|  |                                                |  |  |  |  |  |  |  |  |  |  |  |  |
|  | 8. Ernest-Frédéric III de Saxe-Hildburghausen  |  |  |  |  |  |  |  |  |  |  |  |  |
|  |                                                |  |  |  |  |  |  |  |  |  |  |  |  |
|  |                                                |  |  |  |  |  |  |  |  |  |  |  |  |
|  | 4. Frédéric Ier de Saxe-Hildburghausen         |  |  |  |  |  |  |  |  |  |  |  |  |
|  |                                                |  |  |  |  |  |  |  |  |  |  |  |  |
|  |                                                |  |  |  |  |  |  |  |  |  |  |  |  |
|  | 9. Ernestine de Saxe-Weimar-Eisenach           |  |  |  |  |  |  |  |  |  |  |  |  |
|  |                                                |  |  |  |  |  |  |  |  |  |  |  |  |
|  |                                                |  |  |  |  |  |  |  |  |  |  |  |  |
|  | 2. Joseph de Saxe-Altenbourg                   |  |  |  |  |  |  |  |  |  |  |  |  |
|  |                                                |  |  |  |  |  |  |  |  |  |  |  |  |
|  |                                                |  |  |  |  |  |  |  |  |  |  |  |  |
|  | 10. Charles II de Mecklembourg-Strelitz        |  |  |  |  |  |  |  |  |  |  |  |  |
|  |                                                |  |  |  |  |  |  |  |  |  |  |  |  |
|  |                                                |  |  |  |  |  |  |  |  |  |  |  |  |
|  | 5. Charlotte de Mecklembourg-Strelitz          |  |  |  |  |  |  |  |  |  |  |  |  |
|  |                                                |  |  |  |  |  |  |  |  |  |  |  |  |
|  |                                                |  |  |  |  |  |  |  |  |  |  |  |  |
|  | 11. Frédérique de Hesse-Darmstadt              |  |  |  |  |  |  |  |  |  |  |  |  |
|  |                                                |  |  |  |  |  |  |  |  |  |  |  |  |
|  |                                                |  |  |  |  |  |  |  |  |  |  |  |  |
|  | 1. Thérèse de Saxe-Altenbourg                  |  |  |  |  |  |  |  |  |  |  |  |  |
|  |                                                |  |  |  |  |  |  |  |  |  |  |  |  |
|  |                                                |  |  |  |  |  |  |  |  |  |  |  |  |
|  | 12. Frédéric-Eugène de Wurtemberg              |  |  |  |  |  |  |  |  |  |  |  |  |
|  |                                                |  |  |  |  |  |  |  |  |  |  |  |  |
|  |                                                |  |  |  |  |  |  |  |  |  |  |  |  |
|  | 6. Louis-Frédéric de Wurtemberg                |  |  |  |  |  |  |  |  |  |  |  |  |
|  |                                                |  |  |  |  |  |  |  |  |  |  |  |  |
|  |                                                |  |  |  |  |  |  |  |  |  |  |  |  |
|  | 13. Frédérique-Dorothée de Brandebourg-Schwedt |  |  |  |  |  |  |  |  |  |  |  |  |
|  |                                                |  |  |  |  |  |  |  |  |  |  |  |  |
|  |                                                |  |  |  |  |  |  |  |  |  |  |  |  |
|  | 3. Amélie de Wurtemberg                        |  |  |  |  |  |  |  |  |  |  |  |  |
|  |                                                |  |  |  |  |  |  |  |  |  |  |  |  |
|  |                                                |  |  |  |  |  |  |  |  |  |  |  |  |
|  | 14. Charles-Christian de Nassau-Weilbourg      |  |  |  |  |  |  |  |  |  |  |  |  |
|  |                                                |  |  |  |  |  |  |  |  |  |  |  |  |
|  |                                                |  |  |  |  |  |  |  |  |  |  |  |  |
|  | 7. Henriette de Nassau-Weilbourg               |  |  |  |  |  |  |  |  |  |  |  |  |
|  |                                                |  |  |  |  |  |  |  |  |  |  |  |  |
|  |                                                |  |  |  |  |  |  |  |  |  |  |  |  |
|  | 15. Caroline d'Orange-Nassau                   |  |  |  |  |  |  |  |  |  |  |  |  |
|  |                                                |  |  |  |  |  |  |  |  |  |  |  |  |
|  |                                                |  |  |  |  |  |  |  |  |  |  |  |  |